# Verrucaria trabalis
Verrucaria trabalis är en lavart som beskrevs av William Nylander. 
Verrucaria trabalis ingår i släktet Verrucaria och familjen Verrucariaceae. Arten är reproducerande i Sverige.